# Lazo della Verità
Il Lazo della Verità è un'arma immaginaria portata dalla supereroina DC Comics Wonder Woman, la Principessa Diana di Themyscira. Originariamente chiamato Il Magico Lazo di Afrodite, lo si chiama a volte Lazo Magico o Lazo Dorato e costringe chiunque ne viene intrappolato a obbedire e dire la verità. Originariamente, fu creato dal dr. William Moulton Marston come allegoria dello charme femminile e obbligava chi ne fosse stato catturato a obbedire al suo proprietario.

## Origine e influenza
William Moulton Marston creò Wonder Woman, ma nel periodo durante la Prima Guerra Mondiale lavorò anche ai test della pressione sanguigna sistolica mentre si laureava all'Università di Harvard dove ottenne una laurea in Filosofia nel 1921. La pressione sanguigna fu uno dei molti elementi misurati nel test della Macchina della verità messi insieme da John August Larson nel 1921 anche se fu associato all'inganno fin dal 1895, quando il criminologo italiano Cesare Lombroso (1835-1909) inventò un dispositivo che la polizia utilizzò per misurare i cambiamenti nella pressione sanguigna dei sospettati. La moglie di Marston Elizabeth Holloway Marston, una studentessa del Radcliff College, giocò un ruolo importante nella ricerca: «Secondo il figlio di Marston, fu sua madre Elizabeth, la moglie di Marston, che suggerì che "quando lei si arrabbiava o eccitava, la sua pressione sanguigna sembrava arrampicarsi». Anche se Elizabeth non è accreditata tra i collaboratori di Marston nei suoi primi lavori, Lamb, Matte e altri si riferiscono direttamente e indirettamente al lavoro di Elizabeth sulle ricerche sull'inganno del marito. Comparve anche in una fotografia scattata nel suo laboratorio negli anni '20.
Ma il rivelatore di menzogne non aveva niente a che fare con la creazione del Lazo Magico di Marston. Il Lazo Magico o Lazo Dorato di Wonder Woman fu il diretto risultato della loro ricerca sulle emozioni. Quindi Marston creò il Lazo Magico come allegoria per lo charme femminile e il suo classico effetto sulle persone.
Nel notare incorrettamente la correlazione tra il Lazo e il test della macchina della verità, Geoffry Bunn affermò: «Chiunque fosse catturato nel lazo era impossibilitato a mentire. E siccome Wonder Woman lo utilizzava per estrarre informazioni e costringeva all'obbedienza, il lazo dorato era certamente nient'altro che un rivelatore di menzogne [...] Come i rivelatori di menzogne a cui era ispirato, il Lazo Dorato di Wonder Woman produceva la verità - e per implicazione anche giustizia e libertà - tramite coercizione».

## Utilizzi successivi
Nel reboot post-Crisi di George Pérez il lazo fu forgiato dal dio Efesto dalla Cintura Dorata di Gea che fu una volta indossata da Antiope, sorella di Ippolita. È così forte che neanche Ercole poté spezzarlo e fu donato a Diana dopo un consulto con le Dee. Originariamente il Lazo Magico fu dato a Wonder Woman quando ritornò all'Isola Paradiso. Quindi William Moulton Marston connesse retroattivamente la storia dell'origine in Wonder Woman (n. 1) quando fu mostrato che Wonder Woman lo ottenne appena prima di lasciare l'Isola Paradiso.
Potenziato dal fuoco di Estia, il lazo costringe chiunque ne sia avvolto a dire la assoluta verità. In più, il semplice contatto fisico con il lazo può essere sufficiente ad avere questo effetto: quando Barbara Minerva tentò di rubarlo a Diana, fu costretta a confessare le sue intenzioni nel momento in cui lo prese in mano. È anche infinitamente lungo, e può legare per la lunghezza desiderata dal possedente. Si dice anche che i fuochi di cui è fatto curino l'insanità mentale, come successo nel caso di Ares, Dio della Guerra, quando tentò di incitare la Terza Guerra Mondiale. Rinunciò quando il lazo gli mostrò che una tale guerra non avrebbe solo distrutto tutta la vita sulla Terra come desiderava, ma anche ogni potenziale adoratore che avrebbe voluto da essa. Il lazo possiede un'incredibile forza ed è virtualmente infrangibile. Una storia mostrò addirittura che Wonder Woman lo utilizzò per contenere l'esplosione di due bombe atomiche. Incapace di fermare le bombe americane che avrebbero innescato le ordigni nucleari Russi le avvolse nel lazo e lasciò che esplodessero. È stato in grado di tenere esseri con una tremenda forza super umana come Superman, Capitan Marvel (che possiede la forza di Ercole e il potere di Zeus), e Power Girl, così come gli dei come Ares ed Ercole (in molte storie pre-Crisi, fu anche in grado di legare la stessa Wonder Woman nelle occasioni in cui fu catturata, solitamente da Gunther). Fu mostrato che Wonder Woman possedesse i suoi poteri pur essendo limitata dal lazo.
Le uniche volte in cui sembrò volersi spezzare fu quando la stessa verità veniva sfidata. Per esempio, in JLA il lazo si spezzò quando si rifiutò di credere alla confessione ottenuta da Rama Khan di Jarhanpur. Oppure, quando Bizzarro fu catturato in Batman/Superman/Wonder Woman: Trinity, inorridì proprio all'idea della verità. Dato che Bizzarro pensa al contrario, l'antitesi della ragione e della logica da lui possedute furono in grado di spezzare il lazo. La criminale delle fiabe, la Regina delle Fiabe, che possedeva il potere di portare ogni personaggio vero o immaginario alla vita, ed essa stessa "immaginaria", superò il potere del lazo riportando personaggi immaginari in vita e facendo in modo che i suoi scagnozzi non-veri lo spaccassero. È da notare che Wonder Woman aveva infatti sperato di vincere semplicemente legandola e lasciando che i suoi poteri della verità distruggessero la criminale delle fiabe.
Fu mostrato successivamente che il lazo possedeva una vasta gamma di effetti. Mentre si batteva con l'entità nota come Decay, Wonder Woman utilizzò la connessione del lazo con Gea, la Dea greca della Terra, come circuito tra la Terra e il mostro, pompando l'entità della morte con le energie che donavano la vita così da distruggere la creatura. La stessa Diana affermò che la connessione del lazo con Gea rinnova costantemente il suo possessore con nuove energie. Wonder Woman lo utilizzò anche per creare un anello di fuoco protettivo intorno alle persone per proteggerle dalle bestiemorfe di Circe. Si scoprì anche che le energie del lazo sono in grado di distruggere esseri resuscitati obbligatoriamente dal Corpo delle Lanterne Nere. Come dea della verità, Diana lo utilizzò per riportare indietro i ricordi di Donna Troy e riportare lei in vita. Nei fumetti pre-Crisi, il lazo era anche in grado di controllare effettivamente coloro che fossero stati legati con esso.
Nel mini-fumetto accluso con il rilascio di Kenner Super Powers Figure of Wonder Woman, la stupefacente Amazzone adescò Superman sotto controllo mentale con il suo lazo, prevenendo che distruggesse il Monumento a Washington. Superman fu in grado di resistere ai poteri del lazo e Wonder Woman poté metterlo fuori gioco. Successivamente, Wonder Woman utilizzò il suo lazo su Brainiac e gli ordinò di liberare Superman dal suo controllo mentale.
Nei fumetti post-Crisi, il potere della verità fu riscritto come innato in Wonder Woman, mentre il lazo veniva utilizzato per concentrare tale potere. Una storia nell'epoca dei fumetti della JLA di Grant Morrison scritta da Joe Kelly, descrisse il lazo come manifestazione archetipo della verità universale, e, una volta infranto (come quando Wonder Woman dubitò della verità che le veniva rivelata perché non le piaceva), interruppe la verità sottostante della stessa realtà. Con il lazo rotto, la realtà veniva dettata da chiunque credesse che ne fosse il caso, cominciando da vecchie credenze e estendendo queste credenze che erano state trattenute da individui nel presente. Questo portò la terra ad essere il centro dell'universo per due settimane, divenne piatta per diverse ore, la luna divenne di formaggio, Kyle Rayner cominciò a somigliare a Hal Jordan (molte persone vedevano Hal Jordan come l'unica Lanterna Verde), e Batman sparì dall'esistenza a causa del suo status di "leggenda urbana" (significando che alcune persone non credevano che esistesse realmente). Questa interpretazione allegorica fu spesso ignorata e in storie successive e da gran parte del mondo dei fan, di quanto fu stabilito il lazo era magicamente infrangibile, e non fu mai affermato che fosse l'ultima rappresentazione della verità. Durante le sue avventure con la Justice League, Diana si batté con un criminale chiamato Amazo che era in grado di duplicare ogni singola caratteristica del lazo e utilizzarlo a suo piacimento.
Durante il suo periodo come scrittrice di Wonder Woman, Gail Simone esplorò la natura del Lazo della Verità, descrivendolo come «un'arma mortale, che no solo ti lega, e segue i comandi della sua padrona, quella dannata cosa può vederti dentro l'anima».

## Altri Lazi
Questo lazo non è da confondere con quello della Wonder Girl corrente, Cassie Sandsmark. Il lazo, donatole da Ares, ha il potere di elettrizzare il bersaglio con il fulmine di Zeus, se Cassandra lo lega e si arrabbia con lui. Anche Donna Troy indossò un lazo mistico chiamato Lazo della Persuasione, che aveva l'abilità di persuadere chiunque entro i suoi confini a fare ciò che voleva Donna se la sua forza di volontà fosse stata maggiore della loro.
Similarmente, anche il personaggio di Bizzarra possedeva un proprio lazo, unica differenza è che questo lazo obbliga a dire le bugie.
Nonostante il lazo di Wonder Woman abbia origini mistiche, in Bruce Wayne: The Road Home, si scoprì che Batman riuscì a invertire l'ingegneria tecnologica di Amazo, cosa che aiutò a duplicare artificialmente le capacità del lazo. Durante Endgame, quando il Joker utilizzò una tossina per mettere la Justice League contro Batman, Batman fu in grado di immobilizzare Diana utilizzando il "cieco dei veli", essenzialmente un Lazo delle Menzogne che fu intrecciato da Efesto dopo aver creato il lazo originale invertendone le onde originali. Presumibilmente lo creò utilizzando la lana delle pecore utilizzate da Ulisse e i suoi uomini per fuggire dalla caverna del Ciclope, e ci vollero due anni perché Batman riuscisse a metterci le mani sopra al mercato nero, incorporandolo in una tuta da combattimento specificamente creata per battersi contro la Justice League, in cui il "Cieco dei Veli" intrappolava Diana in un'illusione in cui uccise Batman.
Nella storia Superman: Red Son della Elseworld, Wonder Woman fu sottomessa e legata con il proprio lazo dalla versione terrorista sovietica di Batman. Al fine di liberasi e salvare Superman dai raggi di sole rosso di Lex Luthor, Wonder Woman strappò le corde del suo lazo "indistruttibile". Lo shock dell'incidente sembrò invecchiare Diana, dandole i capelli grigi, lasciandola fragile, e incapace di parlare.
Nel film Batman v Superman: Dawn of Justice dove Wonder Woman e la sua identità segreta, Diana Prince, ebbero la loro prima comparsa in un film da grande schermo il lazo rimase dorato.

## Altri media

### Super Friends/Super Powers Team
Nella serie animata I Superamici, il lazo possedeva l'abilità di seguire i comandi telepatici di Wonder Woman, che si poteva muovere in direzione opposta per compiere la sua missione. L'abilità non fu mai mostrata nei fumetti, anche se fu accennato che senza la sua tiara, Wonder Woman non poteva utilizzare a pieno le abilità del lazo. In I Superamici, fu comunemente mostrato come Wonder Woman utilizzava il suo lazo per compiere atti di forza, lasciando ignoto a quale estensione la vera forza dell'eroina o del lazo avessero sulla missione. In più, la caratteristica di imporre la verità fu utilizzata nell'episodio "Sinbad and The Space Pirates" della serie Challenge of the Super Friends. Superman si ritrovò legato nel lazo ma riuscì a legare anche Wonder Woman, sotto l'effetto di un controllo mentale. In quella situazione, Superman costrinse Wonder Woman a confessare se fosse con loro o con i loro nemici, e la verità della sua amicizia con lui costrinsero Wonder Woman a rompere il controllo dei pirati su di lei. Questo potere fu utilizzato anche nell'episodio "Space Knights of Camelon" della serie The World's Greatest Super Friends.
Nell'episodio "The Fear" della serie The Super Powers Team: Galactic Guardians, Wonder Woman suggerì di utilizzare il lazo per ottenere la confessione da una delle vittime dello Spaventapasseri, sebbene il Professor Jonathan Crane (senza costume) le suggerì di non farlo per timore del trauma.

### Serie televisive
Il lazo comparve nella serie degli anni '70 Wonder Woman. Nella prima stagione, il lazo aveva il potere di costringere coloro che ne fossero stati avvolti a dire la verità. A cominciare dalla stagione due, aveva anche il potere di causare amnesia selettiva. Il Lazo sembrò avere il potere di allungarsi e restringersi, come nei fumetti, ma invece di essere una corda raccolta in pochi cerchi al suo fianco, sembrò essere molto più lunga e robusta quando veniva utilizzata per legare le persone o quando veniva lanciato. Nella seconda stagione, con l'aggiornamento del costume, il lazo sembrò essere più corto e più che altro fatto di tessuto, e di una lunghezza non superiore ai 10 metri, a meno che non fosse utilizzato per legare cose o persone, in questo caso era più lungo e più pesante quando veniva utilizzato.

### Justice League
Nella serie animata Justice League, il lazo è usato solamente come una corda eccezionalmente lunga, flessibile e infrangibile. In Justice League Unlimited, però, il lazo di Wonder Woman sembrò costringere a dire la verità. Questa abilità fu finalmente mostrata nell'episodio Verso il caos dalla madre di Wonder Woman, la Regina Ippolita che rivelò che Diana aveva rubato il costume prima che le fossero state spiegate le sue vere abilità. toccando la stella sulla tiara, varie parti dell'uniforme di Diana cominciarono a brillare come la tiara, i braccialetti, la cintura e il lazo. Fu dopo di ciò che Diana scoprì che il lazo poteva obbligare a dire la verità. Tuttavia, nella serie, Diana utilizzò questo potere solo una volta, sul demone Abnegazar per sapere l'ubicazione di Felix Faust, un evento che accadde nello stesso episodio.